# نجلا منقوش
نجلا منقوش (عربی: نجلاء محمد المنقوش؛ زادهٔ ۷ ژوئن ۱۹۷۰) سیاست‌مدار و وکیل اهل لیبی است. او از ۱۵ مارس ۲۰۲۱ وزیر خارجه لیبی در دولت عبدالحمید دبیبه بوده‌است. او اولین زن وزیر خارجه لیبی است. او همچنین پنجمین زنی که سمت وزیر امور خارجه را در جهان عرب برعهده دارد.
نجلا منقوش ریاست نشست وزرای خارجه عرب را در روز سه‌شنبه ۶ سپتامبر ۲۰۲۲ در مقر اتحادیه عرب در قاهره به عهده گرفت. این اولین بار است که یک زن ریاست این نشست را به عهده می‌گیرد.
وی همچنین برندهٔ جوایزی همچون جایزه بین‌المللی زنان شجاع و ۱۰۰ زن بی‌بی‌سی شده‌است.
پس از انتشار خبر دیدار نجلا منقوش با الی کوهن، وزیر خارجه اسرائیل، در ٢٧ اوت ٢٠٢٣ (۵ شهریور ١۴٠٢) او از سمتش در وزارت خارجه لیبی تعلیق شد. و همچنین لیبی را به مقصد ترکیه ترک کرد

## زندگی‌نامه
منقوش در کاردیف، ولز، در خانواده‌ای با چهار فرزند که اصالتاً اهل لیبی بودند به دنیا آمد، اما خانواده‌اش زمانی که او شش ساله بود به بنغازی، بازگشتند، و او در آنجا بزرگ شد.